# 渡里园遗址
渡里园遗址，位于中国广西壮族自治区全州县龙水乡桥渡渡里园村，为一个省级文物保护单位，类型为古遗址，为第四批广西壮族自治区文物保护单位，公布时间为1994年7月8日。
渡里园遗址的历史年代为新石器时代。